# Georges Connes
Pour les articles homonymes, voir Connes.
Georges Connes, né le 31 mars 1890 à Paris 18e et mort le 13 août 1974 à Montpellier, est un professeur et homme politique français.
Ancien élève de l'École normale supérieure, agrégé d’anglais, combattant de la Première Guerre mondiale, c'est un pacifiste convaincu qui milite pour une réconciliation franco-allemande. Devenu professeur de littérature anglaise et américaine à la Faculté des Lettres de Dijon, il entre en résistance pendant la Seconde Guerre mondiale, et devient l'un des membres du Comité de Libération de la Côte-d’Or. Il est élu maire de Dijon à la Libération, avec comme premier adjoint le chanoine Kir auquel il cède ensuite sa place.

## Biographie
Georges Auguste Albert Connes est né à Paris le 31 mars 1890 dans une famille modeste. Son père d'origine aveyronnaise travaillait dans un bureau de poste du quartier de Montmartre. Georges Connes affirmait volontiers son appartenance au Rouergue.
Après d'excellentes études au collège Chaptal et au lycée Condorcet de Paris, il est reçu premier au concours d’admission à l’École normale supérieure en 1910, comme le sera son ami Maurice Genevoix en 1911. Il effectue un séjour d'un an à l'université d'Édimbourg. Licencié ès lettres en 1912, il est reçu premier à l’agrégation d’anglais en 1914.
Il accomplit son service militaire dans l'Infanterie en 1909-1910.
Il épouse Henriette Legouis en 1927, agrégée d’anglais et professeur dans des lycées de jeunes filles. Son frère Pierre est un camarade de l'École normale supérieure. Leur père Émile Legouis est professeur à la Sorbonne.
En 1937, il rachète la modeste ferme familiale au Truel (Aveyron) où il passe plusieurs mois chaque année. Il y fera une chute mortelle en 1974. Il est inhumé au cimetière d’Ayssènes (Aveyron).

### Première Guerre mondiale et captivité en Allemagne
En 1914, il est sous-lieutenant puis lieutenant au 311e régiment d'infanterie jusqu'en 1919. Il passe deux ans dans les tranchées. En 1916, il est capturé par les Allemands après un bombardement au Ravin de la Caillette, sous le fort de Douaumont. Il est enfermé dans la citadelle de Mayence transformée en OFLAG (camp de prisonniers pour officiers). Cinq à six cents hommes y occupent leur temps à lire, jouer aux cartes, apprendre les langues étrangères... Georges Connes parle couramment allemand, ce qui l’amène à écrire aux autorités allemandes pour les prisonniers. La vie est sombre mais pas cruelle. Dix-huit mois plus tard, il est transféré à Strasburg aux confins de la Pologne et de la Prusse orientale. Il y restera un an. Le climat est sévère mais il n'y a guère de discipline. Quelques années après son retour, Georges Connes rédige ses souvenirs empreints d’humanisme de ses trois années de captivité, dans un livre L’Autre Épreuve, qu’il ne parvient pas à faire publier dans le climat de l’après-guerre. Le texte paraîtra comme posthume à L'Harmattan en 2001. Alexandre Wattin, Président de l’Observatoire des Relations franco-allemandes lit ce livre. Le fondateur et conservateur du musée de la garnison de la citadelle de Mayence fait ériger une stèle en marbre noir en souvenir de Georges Connes qui a été inaugurée le 5 novembre 2011 en présence du maire de Mayence, son adjointe à la Culture, de nombreuses personnalités allemandes régionales et son fils Pierre Connes.

### Professeur d'université
C'est en 1924 que Georges Connes arrive à l'université de Dijon après avoir enseigné à Marseille et à la faculté d'Aix. Il y devient titulaire d'une chaire de maître de conférences qui vient d'être créée, puis professeur de littérature anglaise à la Faculté des Lettres. Familier de Shakespeare, il prononce à Dijon douze conférences sur le mystère shakespearien. Il rédige une thèse sur La pensée de Herbert George Wells sous la direction de Louis Cazamian et la soutient en 1926. Elle sera publiée par Hachette. Il la complète par un Dictionnary of the characters and scenes in the novels, romances and short stories de H. G. Wells. Son Mystère shakespearien est traduit en anglais en 1927, réédité en 2003 puis en 2016 à Dijon (présentation par Claire Guéron, de l'université de Bourgogne, avec un préambule de son fils Pierre Connes). Georges Connes reste titulaire de la chaire de langue et littérature anglaise de 1930 à 1947. Il poursuit le bilan des études shakespeariennes dans un nouvel ouvrage en 1932.
En 1934-1935, il passe une année à l’université de Buffalo dans l’État de New York. Il enseigne également à Cornell University située elle aussi, dans l’état de New York. En 1937, il s’attache à la traduction et l’introduction du Dossier de la Maison Dombey et fils, œuvre de Charles Dickens. La Nouvelle Revue Critique publie sa traduction qui sera reprise dans la Pléiade en 1956. Georges Connes participe à l’édition des œuvres complètes de Prosper Mérimée en publiant en 1930 le texte des Études anglo-américaines de cet écrivain. Il se consacre à l’œuvre majeure de sa vie d’universitaire angliciste : la traduction française de L'Anneau et le Livre de l’écrivain britannique Robert Browning paru en 1868-1869. L’ouvrage parait en 1959 aux Éditions Gallimard.
En 17 mars 1945, il est élu doyen de la faculté des Lettres de Dijon. Il quitte ses fonctions universitaires en 1947 et retourne à l’Université de Buffalo en 1947-1948 où il donne des cours de littérature française.

### Homme politique

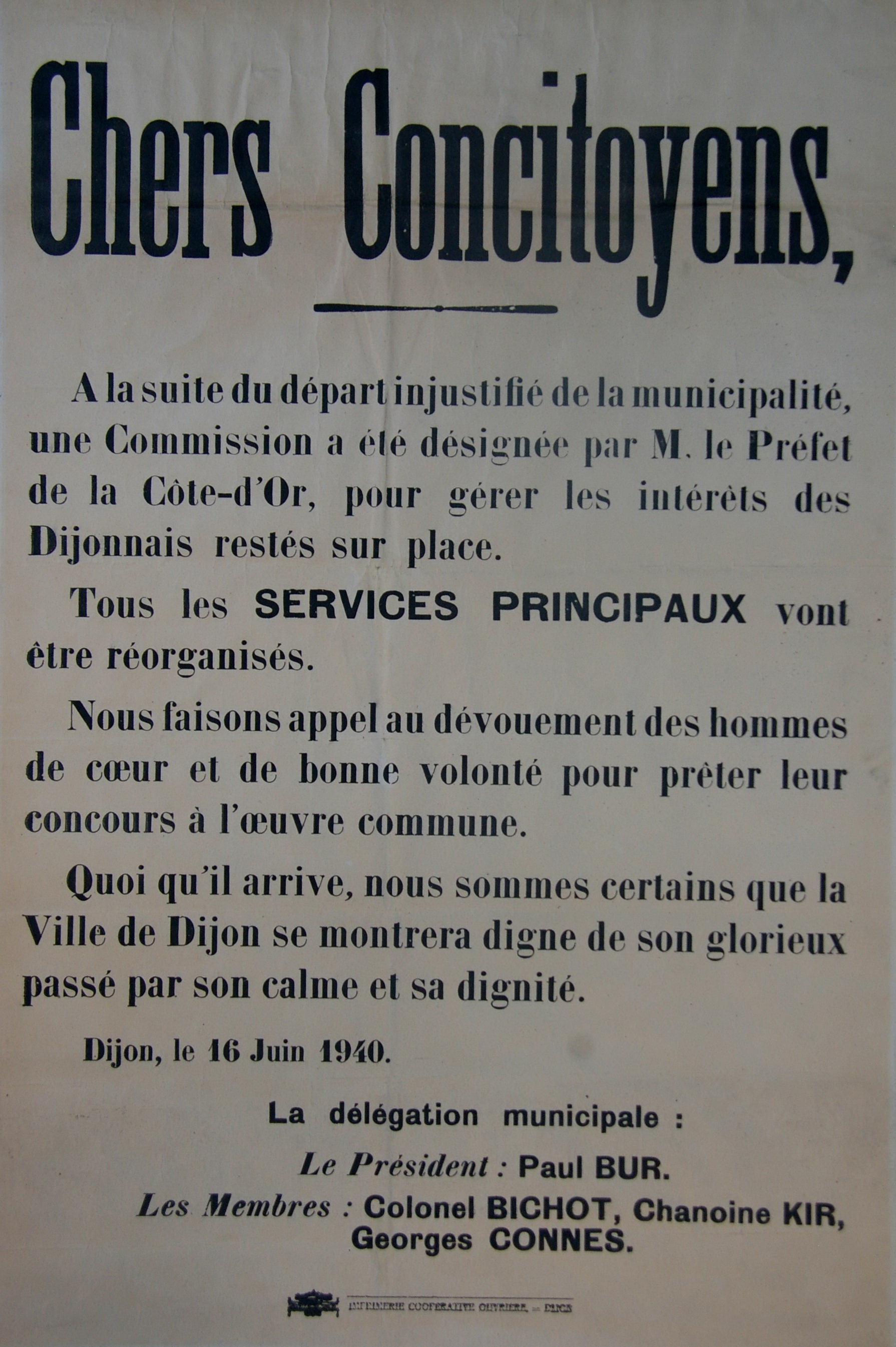
Affiche de la Délégation de Dijon - 16 juin 1940

Georges Connes est un homme de gauche mais n’éprouve pas, jusqu’en 1930 le désir d’appartenir à un parti politique. Il adhère à la SFIO où il a un rôle assez secondaire. Quand en mai 1935, Robert Jardillier présente une liste aux élections municipales, il fait appel à lui. Les socialistes l’emportent, il est donc élu et se voit chargé des Hospices. En 1936 au conseil municipal, il fait adopter, après une délibération historique, l’accès des femmes aux travaux du Conseil.
Le 15 juin 1940, les Allemands sont à la hauteur de Langres à quelques kilomètres de Dijon. Durant la nuit du 15 au 16, le maire recommande l’évacuation de la ville de Dijon. Une caravane de véhicules municipaux part en direction d’Autun. Le 16 juin, le préfet nomme une délégation municipale composée de Paul Bur, du colonel Bichot, du chanoine Kir et Georges Connes.

### Résistance 1940-1944

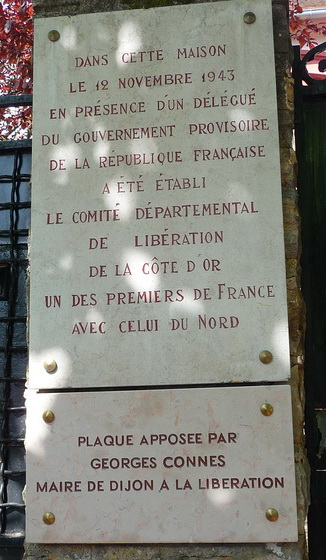
17 rue Alexandre Nicolas à Dijon

L’après-midi du 12 novembre 1943, se tient au domicile de Georges Connes, 17, rue Alexandre-Nicolas, dans le quartier de Montchapet à Dijon, une réunion historique d’une quinzaine de personnes. C’est la naissance du deuxième Comité départemental de Libération (C.D.L) fondé en France occupée. Une plaque posée sur la maison rappelle cet évènement. Elle a été inaugurée le 11 septembre 2012 en présence de nombreuses personnalités de Dijon dont Élisabeth Revel, adjointe aux anciens combattants et Pierre Connes.
Le 15 janvier 1944, Georges Connes est arrêté à son domicile par la Gestapo. Il est interné durant près de trois mois à la prison d’Auxonne. Il comparaît devant les juges allemands. Il est libéré grâce au mathématicien allemand Wilhelm Süss, contacté par des professeurs de mathématiques français. Après sa libération, il quitte Dijon pour se réfugier en divers lieux.

### Maire de Dijon 1944-45
Après la Libération, en 1944, les membres de la Résistance se répartissent les postes : Marcel Lhuillier devient préfet, Jean Bouhey, Commissaire de la République, et Claude Guyot président du Comité de Libération. Le 22 septembre 1944, Georges Connes est élu maire jusqu’aux élections du printemps suivant. Le 22 octobre, il accueille à Dijon le Général de Gaulle. Il instituera les premiers citoyens d’honneur de Dijon, deux officiers américains et un officier britannique.
Georges Connes ne souhaite pas se présenter aux élections municipales de 1945 et laisse la place à l’un de ses adjoints qui souhaite s’engager dans une carrière politique, le chanoine Kir qui sera élu.
En 1976, Robert Poujade, normalien et maire de Dijon, offre à sa mémoire l’hommage d’une rue à son nom dans le quartier de La Trouhaude.

## Œuvres
- Étude sur la pensée de H. G. Wells (thèse de doctorat), Hachette, Paris, 1926.

- Prix Bordin 1927 de l’Académie française
- Dictionary of the characters and scenes in the novels, romances and short stories of H. G. Wells, 1926.
- Le Mystère shakespearien, Boivin, Paris, 1926 - réédition : préface de Pierre Connes, Dijon, Ed. universitaires de Dijon, coll. Héritages, 2016  (ISBN 9782364411845).
- The Shakespearian Mystery (traduction du précédent), 1927.
- Études anglo-américaines, Prosper Mérimée, Champion, Paris, 1930.
- État présent des études shakespeariennes, Didier, Paris, 1932.
- Dombey et Fils, Charles Dickens (traduction), Nouvelle Revue Critique, Paris, 1937.
- Lettres à Fanny Lagden, Prosper Mérimée (Édition ; en collaboration avec Pierre Trahard) – 1938.
- L'Anneau et le Livre, Robert Browning, (traduction), Gallimard, Paris, 1959.
- Il y a 30 ans, Dijon était occupé, Les Dépêches (quotidien dijonnais), 13-14, 15, 17 juin 1970. Retrace les évènements de juin 1940.
- L’Autre Épreuve, (édition posthume), L’Harmattan, Paris, 2001.

### Sources
- Notes d’un Dijonnais pendant l’Occupation Allemande 1940-1944, Henri Drouot, Éditions Universitaires de Dijon, 1998. (Publication posthume du journal secret tenu au jour le jour par un collègue de Georges Connes).
- Débâcle, Résistance, Libération à Dijon, Textes de Jean-François Bazin, Georges Connes et Maurice Genevoix avec la collaboration de Pierre Connes. Préface de Jean Vigreux. Éditions Universitaires de Dijon – 2014. Le présent texte doit beaucoup à la biographie écrite par JF Bazin dans ce volume.)